# Società Anonima della Guidovia a Vapore Iseo-Rovato-Chiari
La Società Anonima della Guidovia a Vapore Iseo-Rovato-Chiari è stata una società di trasporti pubblici tranviari della Franciacorta che si è occupata prevalentemente della gestione della tranvia interurbana Iseo – Rovato – Chiari.
Fu fondata con atto notarile del 24 febbraio 1895 dai membri del Comitato promotore per la Guidovia Iseo-Rovato-Chiari, quando la Deputazione della Provincia di Brescia sembrava sul punto di rilasciare concessione per una tranvia a scartamento ridotto che collegasse Iseo, a quel tempo stazione di testa della ferrovia Brescia-Iseo-Edolo, con Rovato, stazione delle ferrovie Brescia - Bergamo e Milano - Venezia, e Chiari, anch'essa attraversata dalla Milano-Venezia.
Il 13 maggio 1896 la Deputazione e la Società stipularono la convenzione che rilasciava alla seconda una concessione cinquantennale per la costruzione e l'esercizio della linea tranviaria. La società si impegnò anche a versare due depositi cauzionali di 6 000 Lire e di 17 000 Lire e a vincolare a favore della provincia materiale mobile per 50 000 Lire; il tutto allo scopo di dimostrare l'affidabilità all'esercizio della linea.
Mancando l'autorizzazione da parte del Ministero dei lavori pubblici, la società poté avviare solamente l'esercizio provvisorio. Il tronco Iseo-Rovato fu aperto il 26 novembre 1897, mentre la prosecuzione fino a Chiari fu avviata il 25 settembre 1898.
L'autorizzazione ministeriale all'esercizio di servizi tranviari arrivò alla fine del 1900.
Nel maggio 1899 la società avviò pratica per l'apertura di due nuove tranvie: la Coccaglio – Palazzolo e la Iseo – Pilzone. L'obiettivo era di trasportare il pietrame della Società Italiana delle Calci e dei Cementi di Bergamo, ma la mancata possibilità di avere sussidi da parte della Deputazione, causata dalla vaghezza dei progetti iniziali, fece naufragare la loro costruzione.
L'esercizio della Guidovia fu sempre in perdita, quindi la società chiese più volte alla Provincia dei sussidi.
Il 15 settembre 1915 l'assemblea straordinaria della Società Anonima ne decretò lo scioglimento anticipato.